# 仙台市立田子小学校
仙台市立田子小学校（せんだいしりつ たごしょうがっこう）は、宮城県仙台市宮城野区田子2丁目にある公立小学校。

## 概要
高砂小学校の児童数増加に伴い、1987年に高砂小学校より分離し、仙台市立小学校76番目の学校として開校した。

## 沿革
出典
- 1987年（昭和62年）
  - 4月1日 - 開校。
  - 4月7日 - 開校式挙行。
  - 4月8日 - 第1回入学式挙行。
  - 5月24日 - この日開催の第1回運動会を「開校記念大運動会」として開催。
  - 7月1日 - 校章・校歌制定式挙行し、この日（7月1日）を開校記念日と定めた。
  - 9月28日 - 開校祝賀田子小学区民大運動会開催。
- 1988年（昭和63年）3月18日 - 第1回卒業式挙行。
- 1990年（平成2年）
  - 3月15日 - 児童会の歌披露式挙行。
  - 4月9日 - 「風の子学級」開級。
- 1991年（平成3年）9月21日 - 開校5周年記念と築山完成の両式典挙行。
- 1992年（平成4年）6月30日 - 築山・ターザンロープ贈呈式挙行。
- 1996年（平成8年）2月20日 - 児童による運動会の歌ができる。
- 1997年（平成9年）
  - 4月8日 - ひまわり学級開設。
  - 11月15日 - 開校10周年記念式典挙行。
  - 11月20日 - 築山にすべり台完成。
- 1999年（平成11年）
  - 4月1日 - プレハブ校舎増築。
  - 7月31日 - 「風の子学級」閉鎖。
- 2000年（平成12年）3月30日 - パソコン23台導入。同日、太陽光発電システム導入。
- 2001年（平成13年）4月1日 - 学校評議員会設置。同日（同年度）から、2学期制試行。
- 2002年（平成14年）
  - 1月22日 - 生ゴミ処理機設置。
  - 4月1日 - 学校週5日制実施。
  - 6月14日 - 学区民体育倉庫設置。
  - 6月25日 - かけこみ110番の家設置。
  - 7月6日 - 自転車パトロール開始。
  - 9月12日 - 防犯教室の実施。
- 2004年（平成16年）8月4日 - 安全・安心マップづくり。
- 2005年（平成17年）
  - 1月13日 - 校舎増築工事着工。
  - 1月23日 - 学区民体育倉庫移設。
  - 10月17日 - 増築校舎完成。
  - 11月4日 - 教室移動（新教室使用開始）。
  - 11月8日 - 校内LAN整備完了。
- 2007年（平成19年）6月29日 - 開校20周年記念式典挙行し、祝賀会開催。
- 2008年（平成20年）
  - 6月14日 - 学校図書室土曜開放事業開始。
  - 10月18日 - 第1回PTA秋まつり開催。
  - 11月12日 - 教職員パソコン整備。
  - 11月17日 - 本の読み聞かせボランティア活動開始。
- 2009年（平成21年）
  - 1月27日 - 学校関係者評価委員会設置。
  - 6月26日 - 緊急時児童引き渡し訓練実施。
- 2010年（平成22年）
  - 3月24日 - インターネットアクセス工事（光通信）。
  - 3月31日 - 体育館と図書室にスロープ設置。
- 2011年（平成23年）
  - 3月11日 - 14時46分頃に東日本大震災発生し、停電・断水・ガス停止・電話不通となる。全児童・全職員の無事を確認し、児童引渡しを行った。本校では、受水槽破損や校舎接合部隆起等の被害が出た。また、同日から3月22日まで、本校に避難所が開設された。
  - 4月12日 - 震災のため、4月8日に行なわれる予定だった平成23年度第25回入学式挙行。
  - 5月10日 - 児童生徒による故郷復興プロジェクト（5月・7月・11月・12月）。
  - 7月1日 - 北海道より震災派遣教諭着任（翌年3月まで）。
- 2012年（平成24年）8月13日 - 指導用・学習用パソコンの更新。
- 2013年（平成25年）3月25日 - 非常災害用蓄電池設置工事。
- 2014年（平成26年）6月28日 - 第1回たごっ子土曜教室開催。
- 2016年（平成28年）2月4日 - 中野小児童間交流。
- 2017年（平成29年）
  - 8月1日 - タブレット端末配備。
  - 10月13日 - Jアラート対応訓練実施。
  - 11月25日 - 開校30周年記念式典挙行。
- 2019年（令和元年）11月13日 - エアコン工事着工。
- 2020年（令和2年）
  - 3月2日 - 新型コロナウイルスのため臨時休業（5月31日まで）。
  - 3月19日 - 令和元年度第33回卒業式挙行。ただし、新型コロナウイルスの影響で、式は卒業生と職員のみの参加となった。
  - 3月24日 - 5学年までの児童登校日。
  - 6月1日 - 新型コロナウイルスの影響で延期された第1学期始業式（式は放送でのみ実施）と令和2年度第34回入学式挙行。

## 学区
出典
- 田子1丁目
- 田子2丁目
- 田子3丁目
- 田子西1丁目
- 田子西2丁目
- 田子西3丁目
- 大字小鶴（字高野、字新境）
- 大字田子

## 進学先中学校
出典
公立中学校に進学する場合
- 仙台市立田子中学校

## 周辺
- 田子2丁目公園 - 仙台市道をはさんで、敷地が隣接。
  - 「田子2丁目公園」以外の公園も点在する。
- 仙台田子郵便局
- 宮城県宮城野高等学校
- 仙台市立田子中学校
- 七北田川
- 宮城県立仙台高等技術専門校
- 福田町第二市営住宅
  - 福田町第二市営住宅以外の民営のマンション・アパートなども点在する。

## アクセス
- 仙台市営バス「88」系統・「X88」系統で、
  - 「田子小学校前」停留所下車後、すぐ目の前。
    - ただし、陸前高砂駅行は午前の4本、余目行は午前1本・夕方2本の計3本のみで、平日のみの運行。
- JR東日本仙石線福田町駅（北口）から、徒歩約920m・約14分。